# 4 for Texas
4 for Texas is een Amerikaanse western uit 1963 onder regie van Robert Aldrich.

## Verhaal
Zack Thomas en Joe Jarett zijn getuige van een overval op een postkoets. De twee mannen kunnen de overvallers verjagen. Zack ontdekt vervolgens een tas met 100.000 dollar. Joe houdt hem echter onder schot en neemt de buit van hem af. Hij besluit om een casino te openen op een rivierboot. Zack wil zijn plannen dwarsbomen.

## Rolverdeling
| Acteur             | Personage           |
| ------------------ | ------------------- |
| Frank Sinatra      | Zack Thomas         |
| Dean Martin        | Joe Jarrett         |
| Anita Ekberg       | Elya Carlson        |
| Ursula Andress     | Maxine Richter      |
| Charles Bronson    | Matson              |
| Victor Buono       | Harvey Burden       |
| Edric Connor       | Prince George       |
| Nick Dennis        | Angel               |
| Richard Jaeckel    | Pete Mancini        |
| Mike Mazurki       | Chad                |
| Wesley Addy        | Winthrop Trowbridge |
| Marjorie Bennett   | Emmaline            |
| Virginia Christine | Brunhilde           |
| Ellen Corby        | Weduwe              |
| Jack Elam          | Dobie               |